# Thaumastopeus pugnator
Thaumastopeus pugnator är en skalbaggsart som beskrevs av Heller 1899. Thaumastopeus pugnator ingår i släktet Thaumastopeus och familjen Cetoniidae. Utöver nominatformen finns också underarten T. p. arrowi.